# منطقة أزاد تشابهار
منطقة أزاد تشابهار (بالإنجليزية: Mantaqeh Azad Chabahar)‏ هي منطقة سكنية تقع في سيستان وبلوتشستان في إيران. يقدر عدد سكانها بـ 39 نسمة .